# Hermann Rohwedder
Hermann Rohwedder (* 9. April 1925 in Malchin; † 8. Januar 2021 in Wilhelmshaven) war ein deutscher Admiralarzt der Bundesmarine.

## Leben
Hermann Rohwedder, Sohn eines Amtsarztes, legte sein Abitur ab und absolvierte den Reichsarbeitsdienst, bevor der zum Wintersemester 1942/43 ein Medizinstudium an der Universität Würzburg begann. Von 1943 bis Kriegsende diente er in der Wehrmacht und kam dann in amerikanische Kriegsgefangenschaft.
1946 konnte er sein Studium an der Universität Mainz fortsetzen und schloss dieses 1951 mit einer Promotion ab. Von 1951 bis 1954 war er als Assistenzarzt in Ratzeburg und Geesthacht und war dann für zwei Jahre bei der britischen Rheinarmee angestellt.
1956 wechselte er zur neu eingerichteten Bundesmarine und kam als Geschwaderarzt zu dem neu aufgestellten Schnellboot-Lehrgeschwader in Kiel-Friedrichsort. Kurze Zeit später diente er auch in der aus dem Schnellboot-Lehrgeschwader hervorgegangenen 1. Schnellboot-Geschwader. Im gleichen Jahr wurde er für vier Jahre Truppenarzt an der Marineartillerieschule in Kiel und war zeitgleich Schiffsarzt auf der Scharnhorst und Gneisenau. Von 1961 bis 1965 war er als Geschwaderarzt erst zwei Jahre beim 1. Minensuchgeschwader und dann erneut beim 1. Schnellboot-Geschwader. Er kam als Referent in der Inspektion des Sanitäts- und Gesundheitswesens im Referat II 1 an das Bundesministerium der Verteidigung nach Bonn. 1967 übernahm er für drei Jahre die Marinesanitätsstaffel Wilhelmshaven und war anschließend für 10 Jahre Gruppenleiter Wehrmedizin und Hygiene im Stab des Admiralarztes der Marine. Nachdem er Leitender Sanitätsoffizier im Marineunterstützungskommando gewesen war, wurde er Anfang Oktober 1983 als Flottenarzt Leiter der Abteilung III und Admiralarzt der Marine im Marineamt in Wilhelmshaven. In dieser Position wurde er Admiralarzt und blieb dort bis Ende September 1985. Anschließend ging er in den Ruhestand.
Von 1965 bis 1967 war er deutscher Vertreter bei der NATO General Medical Working Party und von der Gründung 1973 bis 1982 Chairman der NATO Naval Medical Working Party.